# Ingrid Bjoner
Ingrid Bjoner (8. november 1927 – 4. september 2006) var en norsk operasangerinde.
Hun blev for det meste forbundet med Richard Wagners og Richard Strauss' repertoire.
Oprindeligt uddannet farmaceut, men påbegyndte sidenhen en sangeruddannelse med studier i bl.a. Frankfurt am Main og Düsseldorf.
Hun debuterede i 1957 i New York i Mozarts opera Don Giovanni.
I 30 år var hun fast gæst ved Bayerische Staatsoper i München og havde i denne periode også engagementer ved The Metropolitan Opera i New York.
Hun har også sunget på Wiener Staatsoper, Bayreuth Festspielhaus og Royal Opera House.
I 1992 blev Ingrid Bjoner professor ved Musikhøjskolen i Oslo og blev året inden gæsteprofessor ved Det Kgl. Danske Musikkonservatorium.